# Pascoea dohrni
Pascoea dohrni är en skalbaggsart som först beskrevs av Leon Fairmaire 1883.  Pascoea dohrni ingår i släktet Pascoea och familjen långhorningar. Inga underarter finns listade i Catalogue of Life.